# Eric Steinberg
Eric D. Steinberg (Washington, 26 agosto 1969) è un attore statunitense di origini ebraiche e coreane.
È principalmente noto per aver interpretato il ruolo di Wayne Fields, il padre di Emily Fields, nel teen drama di ABC Family Pretty Little Liars.
Prima di ottenere una borsa di studio in Recitazione all'Università della California, Irvine, Steinberg aveva studiato all'Università del Vermont e all'Università del Kent, in Inghilterra.

## Filmografia parziale

### Televisione
- Mortal Kombat: Legacy - Bi-Han/Sub Zero (2013-)
- The Mentalist - Jon (1 episodio, 2012)
- Torchwood - Zheng Yibao (1 episodio, 2011)
- Il tempo della nostra vita - Dottor Lee (2010–2011)
- Pretty Little Liars - Wayne Fields (2010-2015)
- Terminator: The Sarah Connor Chronicles - Alex Akagi (novembre 2008)
- The Unit - Generale Raja (1 episodio, 2007)
- Senza traccia - Ray Greene (1 episodio, 2007)
- Febbre d'amore - Ji Min Kim (settembre 2006 - settembre 2007)
- Day Break - Danny Yan, "Slim" boy (2 episodi, 2006–2007)
- Stargate SG-1 - Netan (5 episodi, 2006–2007)
- Numb3rs - Agente dell'ATF Rho (1 episodio, 2006)
- Nip/Tuck - Dottor Mugavi (1 episodio, 2006)
- 24 - Agente Davis (1 episodi, 2006)
- NCIS - Unità anticrimine - Marcos Siazon (stagione 3 episodio 8: "Assassini")
- Streghe (Charmed) - serie televisiva (2005)
- CSI: Miami - Daniel Vance (2005)
- Largo - Nick Ramirez (2000)
- V.I.P. - Principe Jordan (1 episodio: "Travolgente Valentino", 1998)
- Martin - Signor Ho (1 episodio, 1997)
- Star Trek: Primo contatto - Luogotenente Paul Porter (1996)
- Babylon 5 - Samuel (1 episodio, 1996)
- Dog Watch - Bench (1996)
- Rage Of Vengeance - Sunghi (1993)
- JAG - Avvocati in divisa - Tony Yoshigawa

## Doppiatori italiani
Nelle versioni in italiano delle opere in cui ha recitato, Eric Steinberg è stato doppiato da:
- Donato Sbodio in Nip/Tuck, Febbre d'amore
- Angelo Maggi in Terminator: The Sarah Connor Chronicles
- Christian Iansante in CSI - Scena del crimine
- Gaetano Lizzio in NCIS - Unità anticrimine
- Antonio Angrisano in Stargate SG-1
- Fabrizio Russotto in 24
- Fabrizio Pucci in Pretty Little Liars
- Luca Biagini in Hawaii Five-0
- Mario Bombardieri in Lab Rats: Elite Force

Da doppiatore è stato sostituito da:
- Gianluca Machelli in Ghost of Tsushima[2]